# ヴォゲーラ
ヴォゲーラ（伊: Voghera）は、イタリア共和国ロンバルディア州パヴィーア県にある、人口約39,000人の基礎自治体（コムーネ）。

## 地理

### 位置・広がり

#### 隣接コムーネ
隣接するコムーネは以下の通り。括弧内のALはアレッサンドリア県所属を示す。
- カゼイ・ジェローラ
- チェルヴェジーナ
- コデヴィッラ
- コラーナ
- ルンガヴィッラ
- モンテベッロ・デッラ・バッターリア
- パンカラーナ
- ピッツァーレ
- ポンテクローネ (AL)
- レトルビド
- リヴァナッツァーノ・テルメ
- シルヴァーノ・ピエトラ

### 気候分類・地震分類
気候分類では、zona E, 2685 GGに分類される。
また、イタリアの地震リスク階級 (it) では、zona 3 (sismicità bassa) に分類される
。

## 行政

### 分離集落
ヴォゲーラには、以下の分離集落（フラツィオーネ）がある。
- Campoferro, Medassino, Oriolo, Torremenapace, Valle

## 姉妹都市
- ラインフェルデン＝エヒターディンゲン、ドイツ
- マノスク、フランス
- シャイアン、アメリカ合衆国